# Jumping Jack
Jumping Jack es un videojuego de plataformas realizado por Albert Ball, con gráficos de Stuart C. Ball, publicado bajo el sello de la compañía Imagine Software en el año 1983.

## Objetivo
Jumping Jack debe subir niveles saltando a través de agujeros en las plataformas sobre él. Cuando se alcanza la plataforma más elevada, se avanza al siguiente nivel y se muestra una rima que van contando la balada de Jumping Jack, siendo la primera Jumping Jack is quick and bold. With skill his story will unfold. A medida que se superan niveles, aparecen más enemigos en las plataformas y la dificultad se incrementa.